# Felipe de Oliveira Silva
Felipe de Oliveira Silva (nacido el 28 de mayo de 1990) es un futbolista brasileño que se desempeña como centrocampista en el Ceará del Brasileirão.
Jugó para clubes como el Palmeiras, Bahia, Guarani, Atlético Paranaense, Figueirense, Ponte Preta, Ceará y Sanfrecce Hiroshima.

## Trayectoria

### Clubes
| Club                | País   | Año         |
| ------------------- | ------ | ----------- |
| Palmeiras           | Brasil | 2009 - 2012 |
| Rio Branco          | Brasil | 2010        |
| Bahia               | Brasil | 2010        |
| Olaria              | Brasil | 2011        |
| Guarani             | Brasil | 2011        |
| Mogi Mirim          | Brasil | 2012        |
| Atlético Paranaense | Brasil | 2012 - 2016 |
| Figueirense         | Brasil | 2014        |
| Ponte Preta         | Brasil | 2015        |
| Ceará               | Brasil | 2016        |
| Sanfrecce Hiroshima | Japón  | 2017 - 2018 |
| Ceará               | Brasil | 2019 -      |